# Эшвеге (город)
Эшвеге (нем. Eschwege) — город в Германии, районный центр, расположен в земле Гессен. 
Подчинён административному округу Кассель. Входит в состав района Верра-Майснер.  Население составляет 21 231 человека (на 31 декабря 2020 года). Занимает площадь 63,27 км². Официальный код — 06 6 36 003.
Город подразделяется на 7 городских районов.

## Фотографии

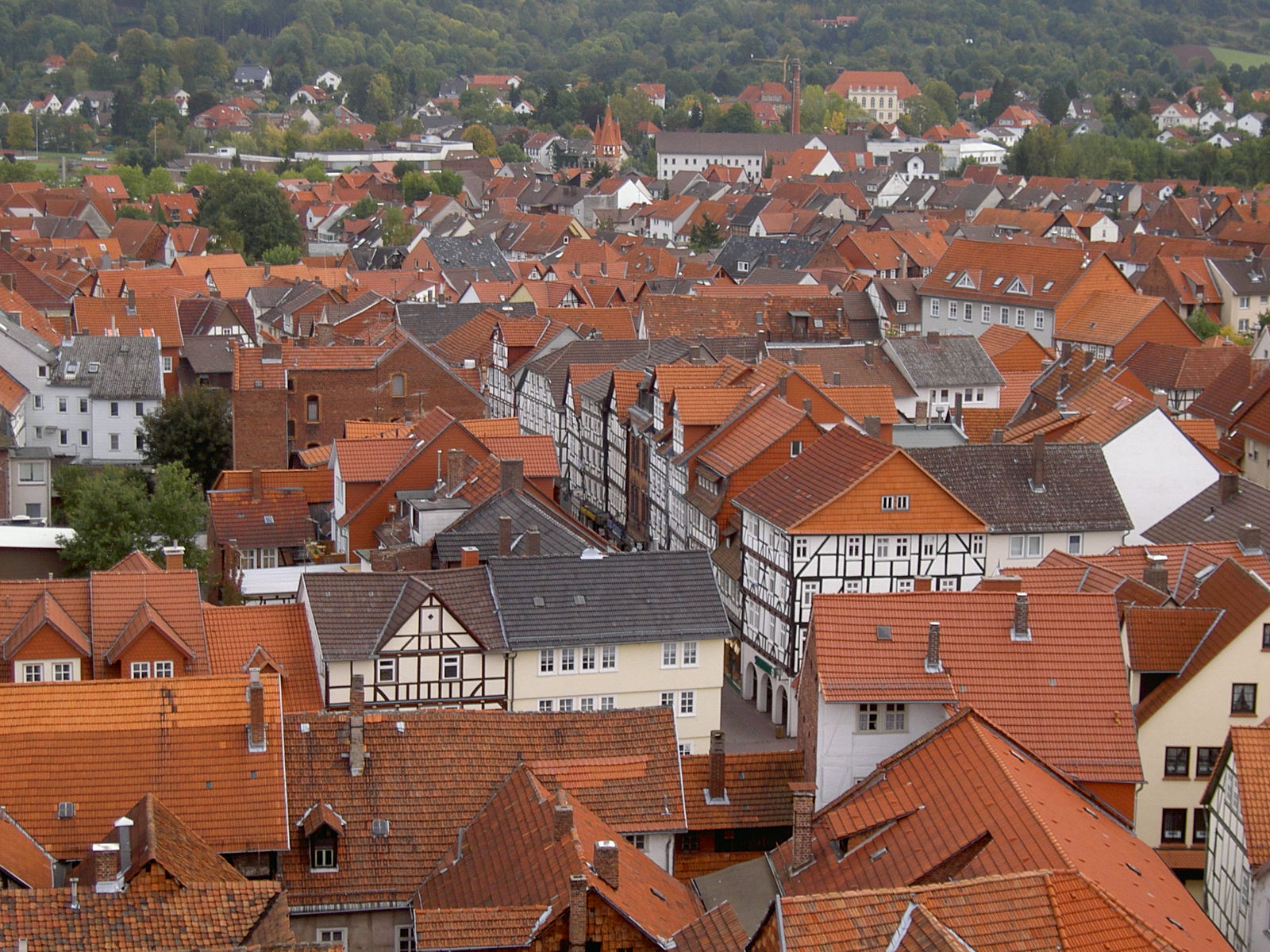
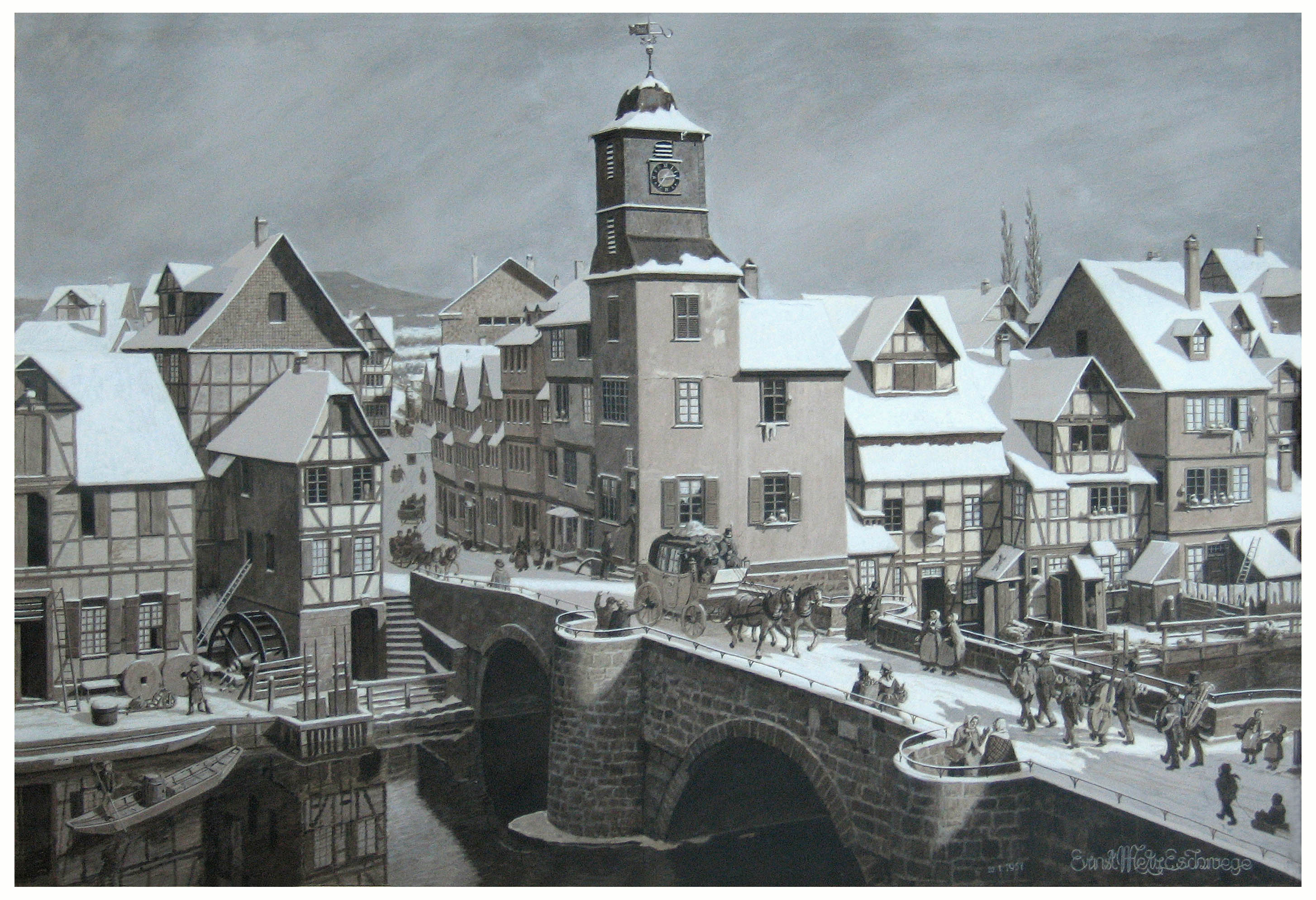
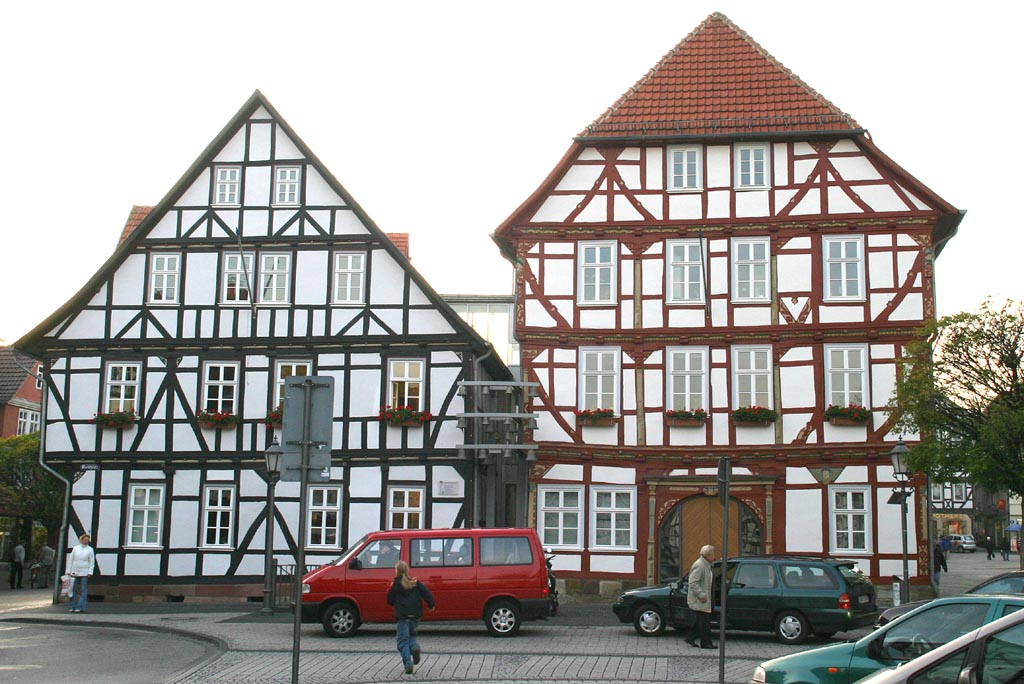